# Combat de Scrignac
Chouannerie
Batailles
- 1er Vannes
- Fouesnant
- Scrignac
- Lannion
- Pontrieux
- Bourgneuf-la-Forêt
- Plumelec
- Savenay
- Loiré
- Ancenis
- 2e Vannes
- Pluméliau
- Pontivy
- 1er La Roche-Bernard
- 1er Rochefort-en-Terre
- Pacé
- Guérande
- Fleurigné
- Fougères
- Vitré
- Mané-Corohan
- Plabennec
- Saint-Pol-de-Léon
- Kerguidu
- Lamballe
- Saint-Perreux
- 2e Rochefort-en-Terre
- 2e La Roche-Bernard

Le combat de Scrignac se déroula à la suite d'une révolte paysanne lors de la Pré-Chouannerie.

## Le combat
Le 3 mars 1792, Étienne Bernard, curé réfractaire de Scrignac est arrêté et conduit au château de Brest. Quelques jours plus tard en mars 1792, Scrignac est l'objet d'une bataille entre les paysans et les républicains venus de Morlaix.
Le 23 avril 1792, un mouvement de contestation contre la République élit le dénommé Pierre-Marie Coroller, ancien noble, comme nouveau maire. Le 29 avril, un détachement de la garde nationale est envoyé à Scrignac. Le 3 mai, le patriote Jean Péron reprend possession de la mairie, et la commune est contrainte de payer une amende de 16 931 livres. Le 29 juillet de la même année, un curé constitutionnel, Le Coant, s'installe à l'église de Scrignac. Il est considéré comme un intrus, et la troupe venue de Carhaix et de Morlaix ainsi que la garde nationale de la mine interviennent. Ils se heurtent à 3 000 paysans qu'ils chargent à la baïonnette et mettent en fuite après un combat opiniâtre.
François Guyomarc'h, originaire de Berrien, qui s'était rétracté après avoir prêté le serment de fidélité dans un premier temps est également arrêté et conduit à Brest. 

« Dans la nuit du 22 au 23 août 1792, des particuliers, tant de Scrignac que de Bolazec, se rendirent au district de Carhaix ; ils rapportèrent qu'un attroupement considérable de gens de Berrien se grossissait de tout ce qu'ils rencontraient dans les paroisses voisines et notamment à Scrignac, où ils forçaient les particuliers à les suivre ; que ces hommes, rassemblés en armes, menaçaient les propriétés, qu'ils avaient déjà commis des atrocités en pillant, volant et  maltraitant des particuliers, qu'ils menaçaient de brûler la commune de Poullaouen, la ville de Carhaix et même de se porter à Quimper pour brûler le département ».
Les révoltés, venus aussi de Plourac'h et autres communes avoisinantes sont au nombre de 3 000 à 4 000, mais 300 seulement armés de fusils. Selon la version des bleus (républicains), 70 soldats et 42 gardes nationaux venus de Carhaix et Poullaouen se portent à leur rencontre : « Nous entrâmes dans le bourg de Scrignac et nous prîmes place dans le cimetière, dans l'église et au presbytère, que nous trouvâmes sans portes ni fenêtres, tout pillé et tout ravagé par les rebelles. Nous crûmes le curé assassiné, ce qui n'était cependant pas. (...) Vers les trois heures de l'après-midi, les sentinelles postées sur les tours nous firent remarquer un rassemblement d'environ 500 hommes qui se formait sur une hauteur. (...) Nous les débusquâmes à coups de fusils, et ils prirent la fuite vers la montagne. (...) Vers les six heures du soir, nous vîmes descendre du côté du sud une colonne d'environ 2 000 hommes. (...) Nous décidâmes de les attaquer. (...) Dès que nous parûmes dans la plaine, les rebelles se jetèrent à plat ventre dans les bruyères. (...) Nous estimons qu'ils ont perdu 25 hommes tués et qu'il y en a eu un plus grand nombre de blessés. Nous retournâmes au bourg avec quelques prisonniers et plusieurs fusils car dans cette colonne il y en avait au moins trois cents. »

Ainsi une bonne centaine de soldats et gendarmes auraient dispersé une troupe de 3 000 ou 4 000 rebelles et les "chouans" auraient été mis en fuite. Cette version de l'histoire locale est contestée par certains. Des renforts venus de Morlaix arrivent (150 le jour même, 250 le lendemain matin), ce qui permet aux forces de l'ordre de poursuivre les rebelles à Berrien. « Tous les habitants de Berrien avaient fui... » dit le même rapport.